# 回龙坝镇
回龙坝镇，是中华人民共和国重庆市沙坪坝区下辖的一个乡镇级行政单位。

## 行政区划
回龙坝镇下辖以下地区：
回龙坝社区、聚龙城社区、大桥村、大水沟村、梁滩桥村、真武山村、保龙村、回龙坝村、五云山村、四龙村、西溪桥村和青龙庙村。